# Техника эмоциональной свободы
Те́хника Эмоциона́льной Свобо́ды, или Те́хника Эмоциона́льного Освобожде́ния (англ. Emotional Freedom Technique, EFT) — техника альтернативной медицины, основанная на принципах традиционной восточной медицины (акупрессура) и западной психологии.
EFT создана американским инженером Гари Крэйгом в 90-х годах на основе техники доктора Роджера Каллахана «Терапия Мысленных Полей».

## Описание техники
Технику Эмоциональной Свободы иногда называют «иглоукалывание без иголок» или «эмоциональная версия иглоукалывания». Базовая процедура EFT заключает в себе стимуляцию определённых точек акупрессуры при концентрации внимания на аспекте проблемы.

### Применение техники
EFT применяют при состоянии тревоги и волнения, физической боли, фобиях, зависимостях, бессоннице, навязчивых мыслях, и других психологических и физических симптомах.
Также можно применять для достижения целей путём целенаправленного устранения негативных эмоций и установок, которые мешают это сделать.

### Особенности техники
В книге «Техника эмоциональной свободы» обращается внимание на следующие её особенности:
1. Базовая процедура проста в освоении и применении;
2. Высокая эффективность и быстрота получения результатов.

Это позволяет проверить как будет работать эта техника, приложив небольшие усилия

## Исследования
EFT стала темой ряда публикаций, как с положительными для техники, так и с отрицательными для её состоятельности выводами.  
Одним из примеров положительных публикаций является рандомизированное контролируемое исследование, опубликованное в журнале Healthcare (Basel) в 2018 году. В нём EFT рассматривалась как метод лечения посттравматического стрессового расстройства (ПТСР). Авторы отметили значительное снижение симптомов ПТСР у участников после курса EFT, но указали на необходимость дальнейших исследований для сравнения метода с другими терапиями.  
Исследование, опубликованное в журнале Complementary Therapies in Clinical Practice в 2022 году, рассмотрело влияние ТЭС  на хроническую боль. В нём были зафиксированы нейробиологические изменения у пациентов после применения ТЭС, а также снижение интенсивности боли. Авторы отметили, что полученные результаты подтверждают возможность использования ТЭС  как вспомогательного метода при лечении хронических болевых синдромов. 

## Критика
Журнал Skeptical Inquirer обозначил EFT как лженауку, основанием этому послужили несоответствие критерию фальсифицируемости, опора на неподтверждённые с научной точки зрения или попросту неофициальные данные, агрессивное продвижение через Интернет и прочими способами.
Гари Крэйг, создатель EFT, утверждает, что его техника работает с «энергетическими меридианами». Тем не менее существует множество акупунктурных точек не описанных в его методике; сторонниками же EFT выдвигается версия, что работа с этими точками может иметь плачевный результат. Однако согласно мнению скептиков такие аргументы подводят черту под научной несостоятельностью EFT и, таким образом, её следует отнести к псевдонаучным учениям. При этом, некоторые соглашаются с указанными сторонниками техники доводами, считая, что успех EFT проистекает из того, что она в отличие от акупунктуры разделяет и более традиционные с медицинской точки зрения подходы, предпочитая их «манипуляциям с энергетическими меридианами». Тем не менее не существует никаких анатомических или гистологических доказательств существования этих точек, кроме неоднородности биопотенциала кожных покровов, который может быть выдан поклонниками за косвенное подтверждение в пользу нетрадиционных методик, тем более не существует возможности воздействовать на них «психическим иглоукалыванием». Проверка методом плацебо не показала каких-то особенных свойств EFT, отличающих её от других психотехник. Авторы статьи, опубликованной в Guardian, считают что данная техника представляет собой отвлечение внимания от основной проблемы, приводя таким образом к видимости прогресса в лечении.